# ゴールデン・トライアングル (大学群)
ゴールデン・トライアングル（英: Golden Triangle）とは 、イギリスにある6つの国立大学の総称。大学が所在するロンドン、オックスフォード、ケンブリッジを地図上で結んだ三角形からトライアングルと呼ばれる。3つの地名を合わせた造語のロックスブリッジ・トライアングル（英: Loxbridge Triangle）や、英国版アイビー・リーグとも称される。
構成大学は、オックスフォード大学、ケンブリッジ大学、インペリアル・カレッジ・ロンドン、ユニヴァーシティ・カレッジ・ロンドン、キングス・カレッジ・ロンドン、ロンドン・スクール・オブ・エコノミクス。いずれもラッセル・グループの加盟大学である。

## 構成大学
ゴールデン・トライアングルを構成する6つの大学は、イギリスの大学として最大級の資金を有している。その規模は、ユニヴァーシティ・カレッジ・ロンドンの1億5,880万ポンドから、オックスフォード大学の76億7,800万ポンドにまで及ぶ。さらに、各大学はイギリス政府から数百万ポンドの研究資金やその他の助成金を受け取っているが、他の大学の指導者からは、これは不均衡であり、国全体の利益にならないと批判を受けている。2013年から2014年には、オックスフォード、ケンブリッジ、ロンドンに大学が英国の研究資金の46％を受け取っており、10年前の42.6％から増加している。
| 大学名                                                                  | 設立年   | 学生総数 | 職員総数 | 総収益 （100万£） | 研究収益 （100万£） |
| ----------------------------------------------------------------------- | -------- | -------- | -------- | ----------------- | ------------------- |
| オックスフォード大学 University of Oxford                               | 12世紀末 | 25,905   | 6,470    | 1,174             | 478                 |
| ケンブリッジ大学 University of Cambridge                                | 1209     | 19,580   | 5,430    | 1,504             | 371                 |
| インペリアル・カレッジ・ロンドン Imperial College London (ICL)          | 1907     | 16,225   | 4,055    | 865               | 351                 |
| ユニヴァーシティ・カレッジ・ロンドン University College London (UCL)    | 1826     | 28,430   | 6,195    | 1,022             | 375                 |
| キングス・カレッジ・ロンドン King's College London (KCL)                | 1829     | 27,645   | 4,370    | 604               | 172                 |
| ロンドン・スクール・オブ・エコノミクス London School of Economics (LSE) | 1895     | 10,145   | 1,610    | 279               | 27                  |

※学生総数、職員総数、総収益、及び研究収益は2013年・2014年のデータを引用。

## ゴールデン・ダイアモンド
ゴールデン・ダイアモンド（英: Golden Diamond）は、ユニヴァーシティ・カレッジ・ロンドンのデイヴ・デルピィ副学長が2006年に「学術研究における強豪校5校」として提唱した、イギリス国内で研究費予算額がトップの5つの国立大学を指すエリート大学群の総称。世界大学ランキング、ヨーロッパ、イギリス国内全てにおいて最上位を占めている。
構成大学は、ゴールデン・トライアングルに含まれるケンブリッジ大学、オックスフォード大学、インペリアル・カレッジ・ロンドン、ユニヴァーシティ・カレッジ・ロンドンの4校に、マンチェスター大学を加えた5校を指すことが一般的である。これに知名度や実績、名門度合い等を考慮して、同じくゴールデン・トライアングルを構成するキングス・カレッジ・ロンドンとロンドン・スクール・オブ・エコノミクスを加えることもある。しかし、マンチェスター大学を除く6校で既にゴールデン・トライアングルという名称が存在することから、前述した5校のみを指すことが多い。